# Археологічний музей просто неба Бржезно
Археологічний музей під відкритим небом Бржезно (чеськ. Archeoskanzen Březno u Loun) — музей, що був створений як об'єкт експериментальної археології на місці важливого полікультурного об'єкта поблизу Постолопрта в окрузі Лоуни, Устецький край. Довготривале дослідження тут задокументувало розвиток людських поселень від неоліту до раннього середньовіччя. Музей знаходиться на місці важливих археологічних розкопок. Дослідження проводились у 1954–1973 роках, а з 1981 році тут діяла майстерня експериментальної археології, метою якої було перевірити працездатність старовинних знарядь праці, технічну складність будівель, матеріаломісткість, проростання зерна зі складських ям або умов проживання влітку та взимку.

## Розташування ділянки та природні умови
Локація розташована на краю Жатецької улоговини, яка є частиною геоморфологічної одиниці Мостецької улоговини. Цей родючий регіон характеризується тривалим вегетаційним періодом, меншою середньою кількістю опадів і сприятливими середніми температурами. Археологічна пам'ятка та археологічний музей під відкритим небом розташовані біля річки Огрже, приблизно за 700 м на схід, нижче за течією від села Бржезно, що є частиною муніципалітету Постолопрти. Це найнижча річкова тераса, рівнина на висоті 190–193 м над рівнем моря, обмежена із західного боку Бржезенським верхом, з північного боку — течією річки, зі сходу та північного сходу — місцевість, що піднімається на висоту над Мелецьким потоком, з південного боку хвилястою місцевістю. Надра складаються в основному з мергелів, які вкриті валунами та відкладеннями річкового піску, локально зустрічається лес або піщаний лес. Кріопедименти плейстоценового віку займають найбільшу територію навколо ділянки і досі позитивно впливають на родючість ґрунтів. Ґрунтовий шар складається переважно з чорнозему та лептозолю.

### Природні умови в минулому
У 1988 році Їндржіх Петрлік реконструював гіпотетичну форму навколишнього ландшафту в молодшій і пізній бронзовій доби на основі аналізу природних особливостей невеликих просторових одиниць (так званих нанохорів) в околицях поселення та їх розвитку, враховуючи результати дендрологічного, палінологічного, зоологічного та інших аналізів знахідок зі стоянки.
Він припускає існування полів на найродючіших ділянках плато на кріопедіментах і мергелях. Біля водотоків і в заплаві річки Огрже росли алювіальні ліси, які частково могли змінитися на луки та пасовища. Заболоченість місцевості в низинних місцях, а також часто підтоплювана місцевість, мабуть, перешкоджали сільськогосподарському використанню. Однак течія Огрже, що розмежовувала це місце, була переміщена далі на північ від сьогоднішніх берегів. Пасовища можна було знайти і на схилах довколишніх пагорбів. Навколишні широколистяні ліси з дубів, буків і грабів, очевидно, займали більш суцільну територію.

## Археологічні знахідки та історія
На площі п'ять гектарів виявлено предмети ряду доісторичних культур. З епохи неоліту культури лінійної кераміки відносяться залишки одинадцяти довгих будинків і ям (сховищ, печей, глиняних копалень). З середнього неоліту походять знахідки кінцевої фази культури штампованої кераміки, а це шість стовпових будинків, один з яких реконструйовано в музеї під відкритим небом. З раннього енеоліту походять залишки двох курганів з могилами та слідами ритуальної оранки. Більший курган мав довжину щонайменше 143,5 м, але частина його була зруйнована ерозією річки Огрже. Місце також було заселене в епоху ранньої бронзи, коли тут розташовувався житловий масив, з якого задокументовано одинадцять житлових будинків розміром до 20 х 6 метрів, ряд ям та дві групи могил. Крім того, є свідчення заселення людьми курганних культур молодшої бронзової доби та поселення кновізької культури, яке існувало тут 150–200 років.
На молодшому етапі періоду переселення народів існувало поселення з 21 напівділянкою та п'ятьма палями, яке, ймовірно, заселяли германські лангобарди до середини шостого століття. Після них у другій половині VI століття почалося слов'янське розселення, яке тривало до рубежу IX—X століть. Винятковою знахідкою ІХ століття є двокамерний будинок із кам'яними фундаментами.

## Реконструйовані доісторичні та ранньосередньовічні об'єкти
У музеї під відкритим небом реконструйовано низку об'єктів:
- Слов'янське ямне житло з плетеними мурами культури празького типу,
- Середньовічний зруб дев'ятого століття,
- Затонула хата з часів переселення народів,
- Довгий будинок молодого енеоліту,
- Ранньосередньовічна гончарна піч.[1]

### Реконструкція словянського житла

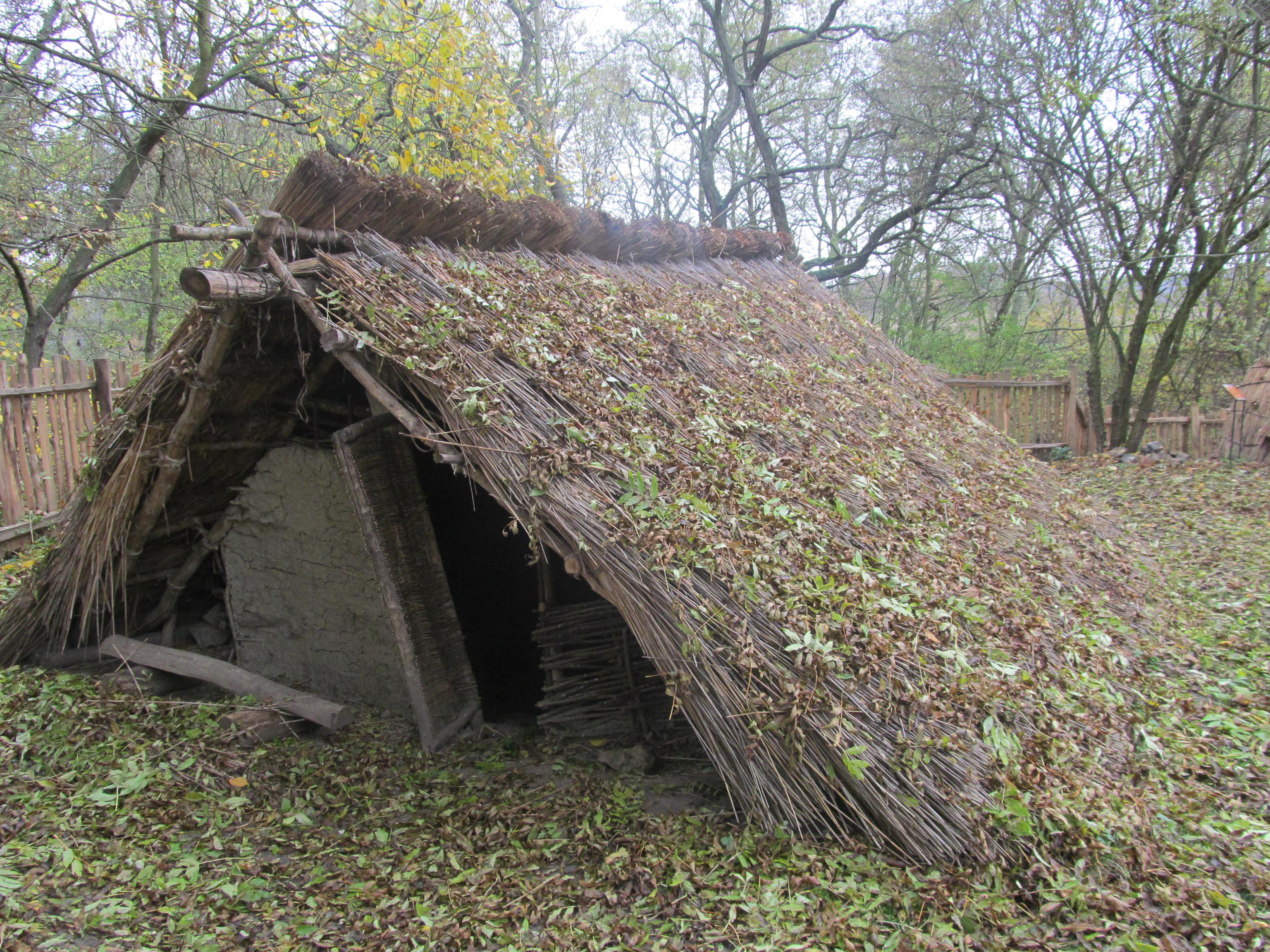
Слов'янське ямне житло VI століття

Частиною музею під відкритим небом є реконструкція слов'янської хати шостого століття, побудованої в рамках експериментальної діяльності в 1981 році. У плані хата має форму прямокутника розмірами 4,4 × 4,2 метри із закругленими кутами. Підлога будинку заглиблена на вісімдесят сантиметрів у порівнянні з навколишньою місцевістю, а посередині вузьких сторін є кілки, які підтримують конструкцію двосхилого даху, покритого очеретом. Стіни висотою 145 сантиметрів являють собою конструкцію на палях, сплетену прутами, обмазаними глиною. Загальна висота будинку від підлоги три метри. Кола і ферма з'єднані між собою мотузками і дерев'яними кілками. Внутрішнє оздоблення — камін, збудований у північно-західному куті, ліжко та лава. Будинок побудований з використанням старовинних інструментів. За підрахунками, щоб побудувати його в шостому столітті з працею трьох чоловіків, їм знадобилося б три-чотири тижні.
Вважається, що в будинку проживало приблизно шість осіб, які проводили на вулиці якомога більше часу. Під час експериментів із проживанням у будинку взимку середня внутрішня температура стабілізувалася на рівні 13°C протягом кількох тижнів, навіть коли зовнішня температура була близько −5 °C. Проте вночі внутрішня температура впала до 4 °C. Споживання деревини, необхідної для опалення, становило в середньому близько 0,5 м³ на тиждень. Дим від вогнища вільно виходив через дах або отвори у верхівках фронтонів і зазвичай накопичувався на висоті 1–1,2 метра над підлогою.

## Доступ
Музей відкритий для відвідування з березня по грудень. Позначений жовтим кольором туристичний маршрут і велосипедний маршрут № 6 від Бржезно до Лоуна.

## Галерея

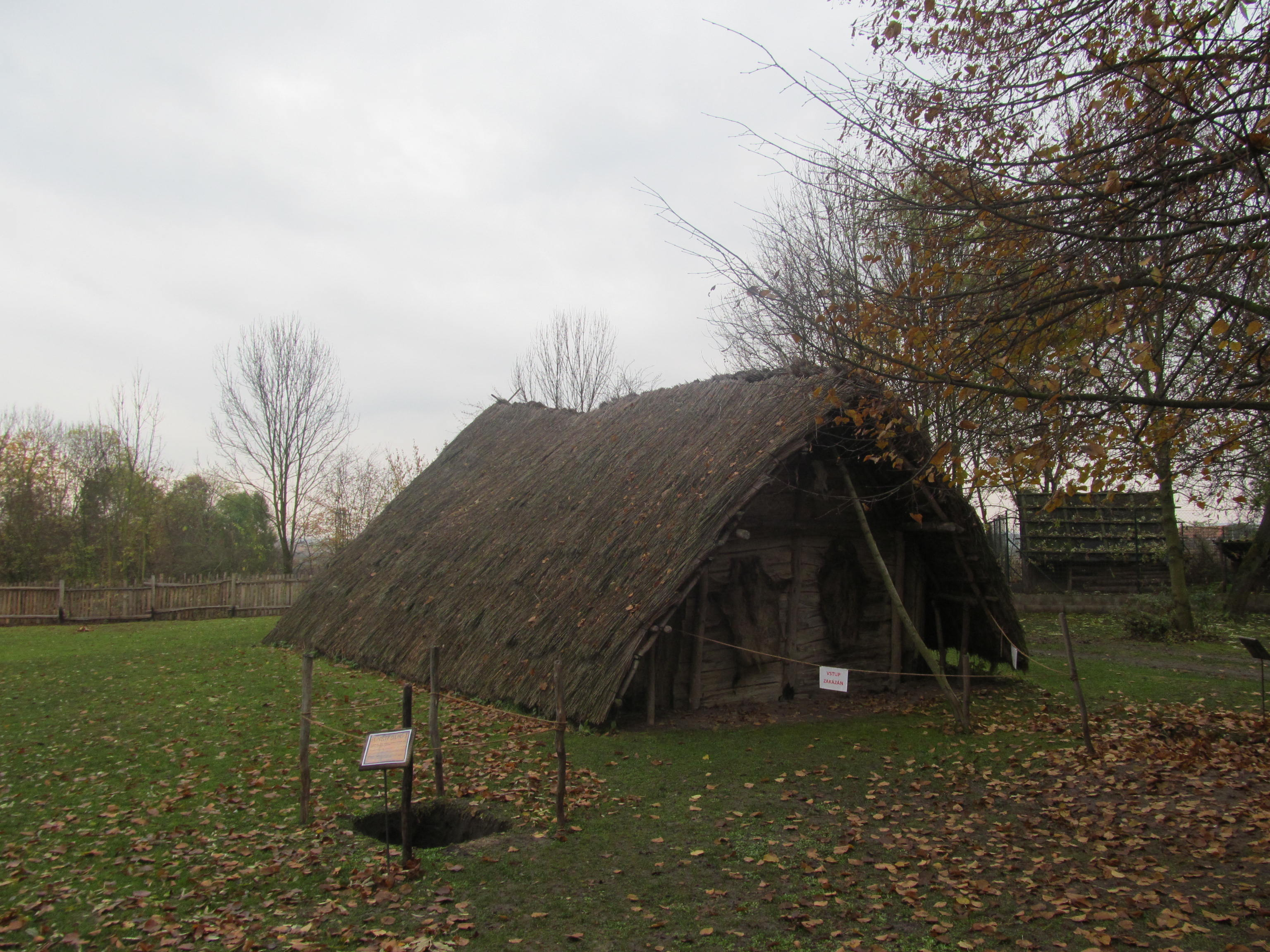
Будинок ранньої кам'яної доби
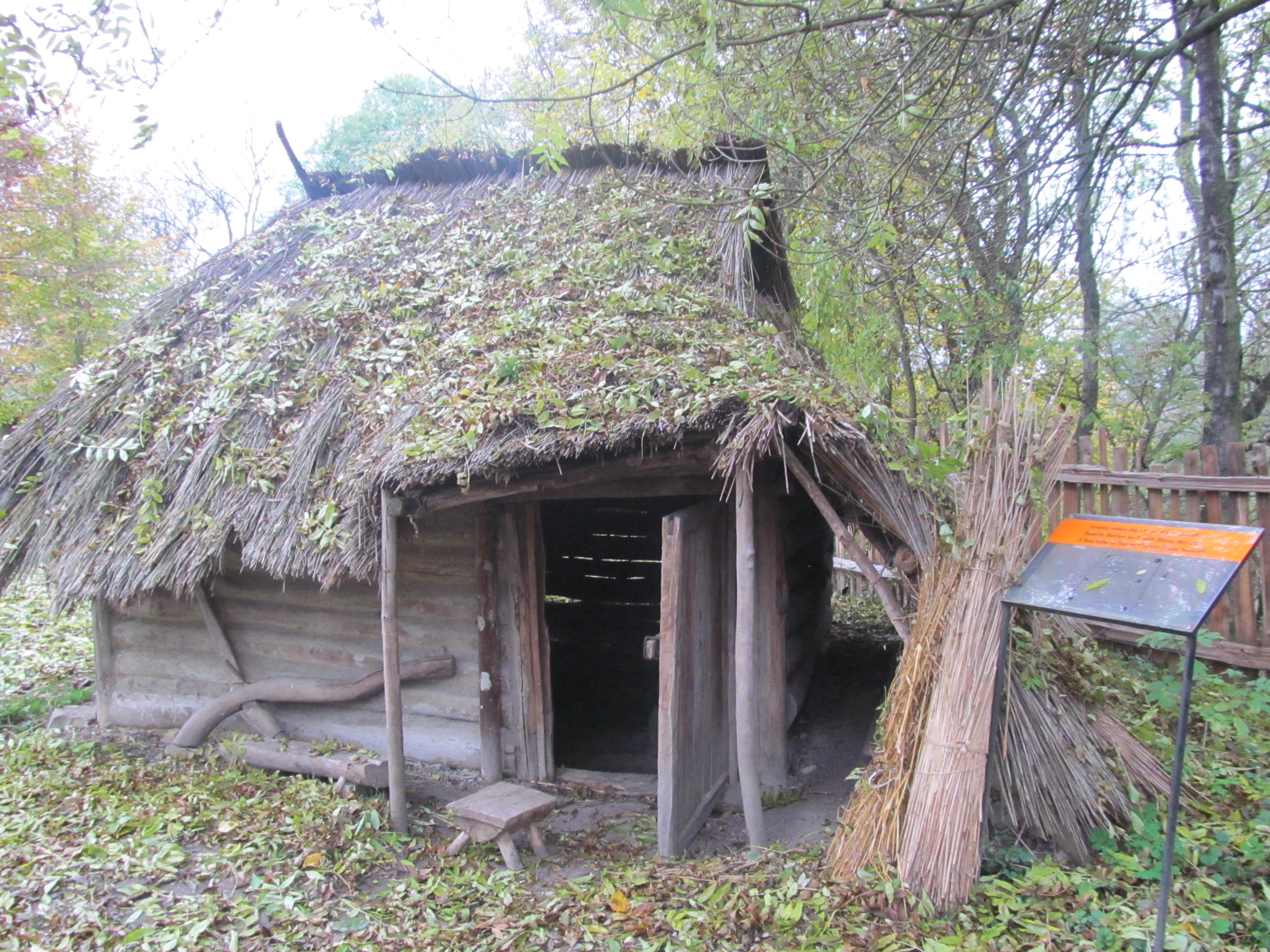
Фахверковий слов'янський будинок 9 століття
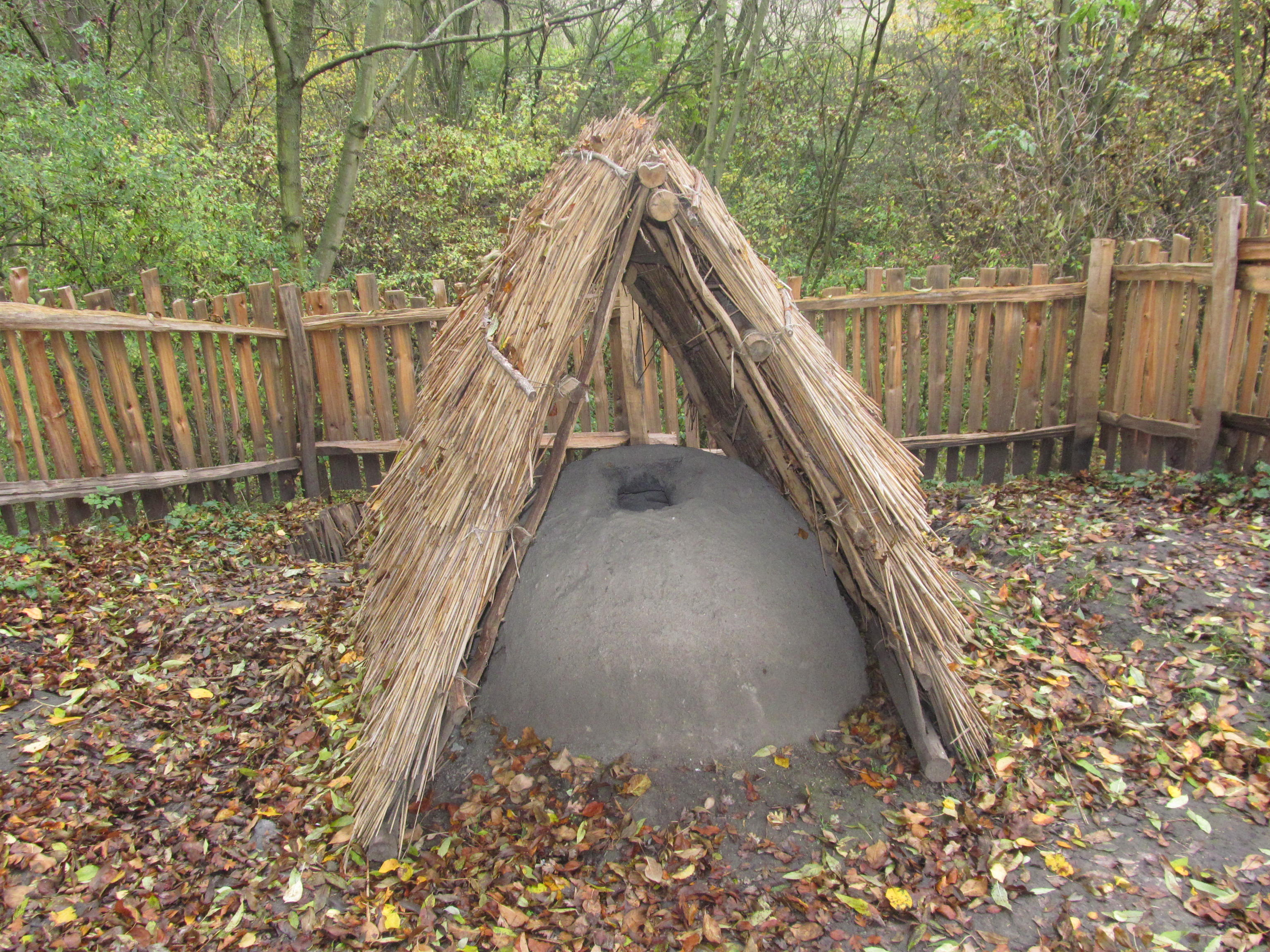
Слов'янська гончарна піч
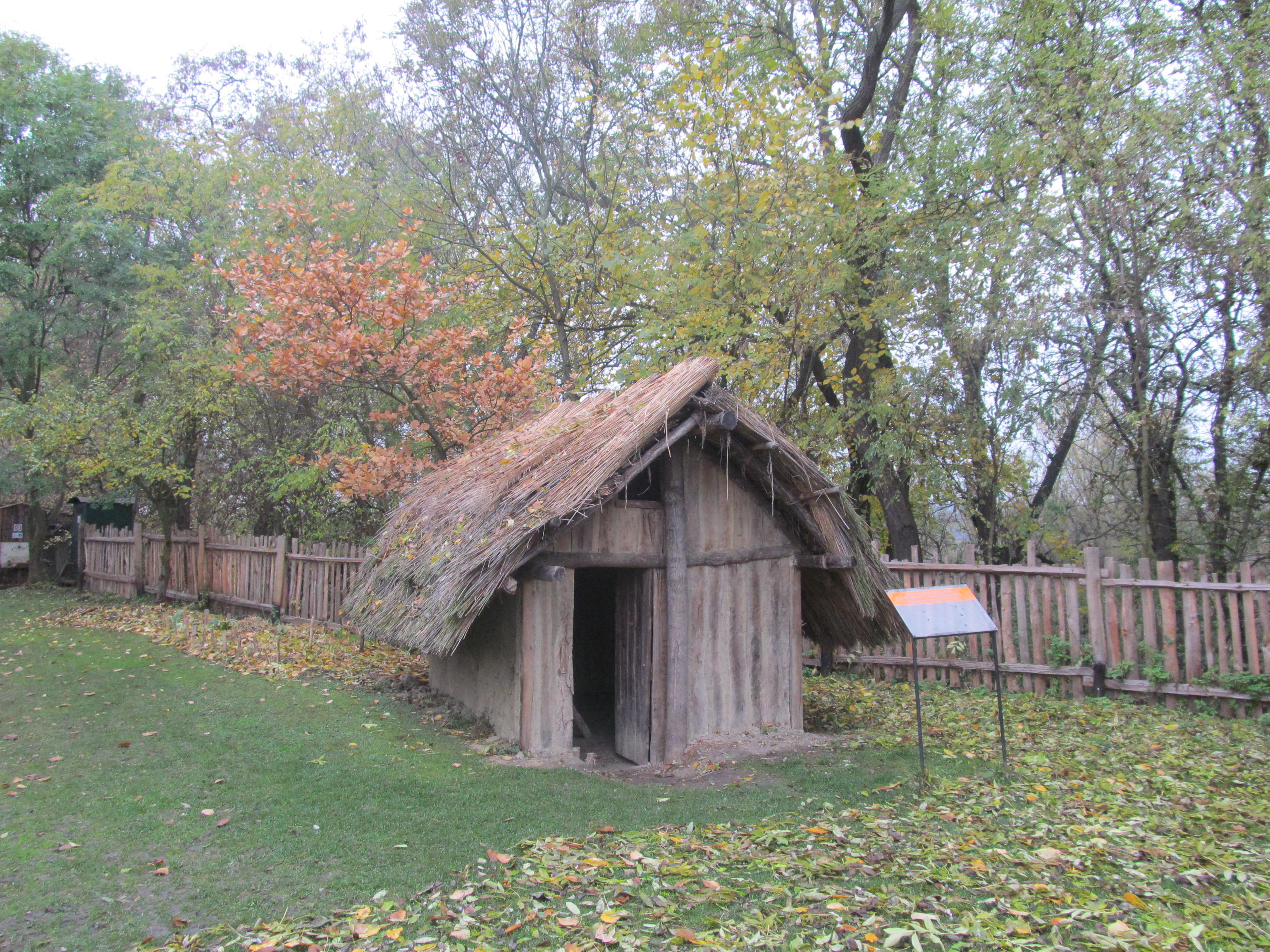
Германська хата рубежу V-VI століть
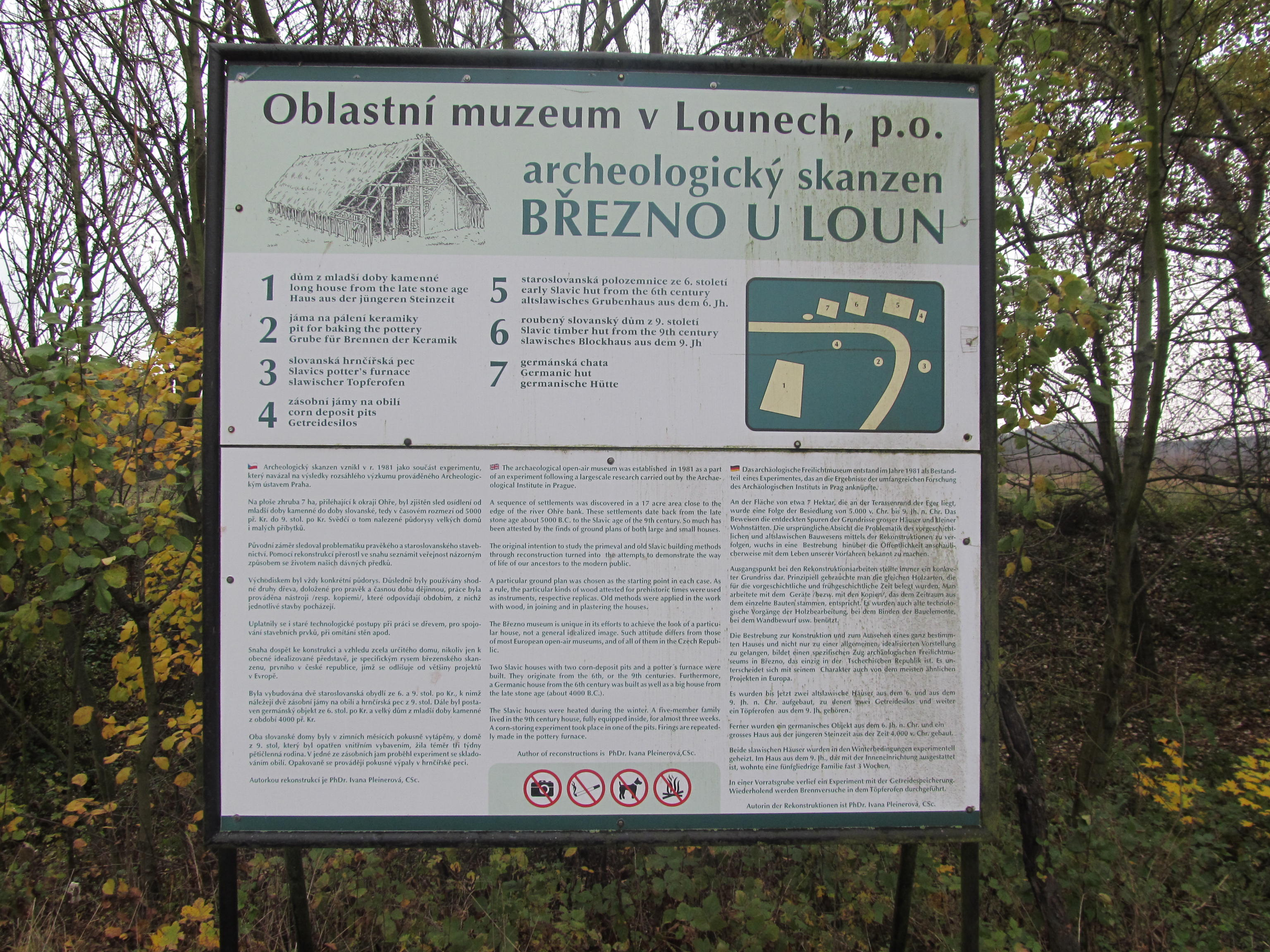
Навчальна дошка при вході до музею під відкритим небом